# Tiefenrother Höhe
Die Tiefenrother Höhe ist eine 552,3 m ü. NHN hohe Erhebung des Rothaargebirges. Sie liegt zwischen Wilgersdorf im nordrhein-westfälischen Kreis Siegen-Wittgenstein und Dillbrecht im hessischen Lahn-Dill-Kreis – mit Gipfellage in Westfalen. Sie ist Ort des Rudersdorfer Tunnels und der Aussichtsplattform Nase im Wind.

## Geographie

### Lage
Die Tiefenrother Höhe erhebt sich im Südwesten des Rothaargebirges auf der Nordwestgrenze des Naturparks Lahn-Dill-Bergland und auf der Grenze des Kreises Siegen-Wittgenstein im Nordwesten zum Lahn-Dill-Kreis im Südosten. Im Gegenuhrzeigersinn betrachtet liegt sie zwischen Gernsdorf im Norden, Rudersdorf im Nordwesten und Wilgersdorf im Westen, die alle zu Wilnsdorf in Westfalen gehören, sowie Fellerdilln im Südsüdosten und Dillbrecht im Ostsüdosten, die beide zu Haiger in Mittelhessen zählen. Ihr Gipfel befindet sich 1,7 km östlich der Wilgersdorfer Ortsmitte in der Gemarkung Wilgersdorf und 2 km westnordwestlich der Dillbrechter Ortsmitte; die westfälisch-hessische Grenze liegt 65 m nordöstlich des Gipfels. Über die nordöstlich gelegene Gernsbacher Höhe (540,6 m) leitet die Landschaft zur jenseits davon befindlichen Haincher Höhe (609 m) über. Auf dem Übergangsbereich zwischen Tiefenrother- und Gernsbacher Höhe befinden sich drei Windkraftanlagen.

### Naturräumliche Zuordnung
Die Tiefenrother Höhe gehört in der naturräumlichen Haupteinheitengruppe Süderbergland (Nr. 33) in der Haupteinheit Rothaargebirge (mit Hochsauerland) (333) und in der Untereinheit Dill-Lahn-Eder-Quellgebiet (333.0) zum Naturraum Kalteiche (mit Haincher Höhe) (333.00). Direkt westlich schließt sich in der Haupteinheit Siegerland (331) und in der Untereinheit Nordsiegerländer Bergland (331.0) der Naturraum Südliches Siegener Bergland (331.04) an.

### Berghöhe
Die Höhe der 552,3 m hohen Tiefenrother Höhe wird teils nur mit etwa 551 m angegeben, was sich allerdings auf einen trigonometrischen Punkt auf 551,0 m Höhe bezieht, der rund 75 m nordöstlich ihres Gipfels liegt. Auf topographischen Karten ist zudem etwa 50 m südwestlich des Gipfels die Höhenangabe 550,8 m verzeichnet.

### Lahn-Sieg-Wasserscheide und Fließgewässer
Über die Tiefenrother Höhe verläuft die Lahn-Sieg-Wasserscheide: Auf ihrer Nordflanke entspringt der Klingelseifen als Zufluss des auf der Westflanke quellenden Wahlbachs, dessen Wasser durch den Bichelbach, die westlich am Berg vorbei und durch Wilgersdorf fließende Weiß und durch die Sieg den Rhein erreicht. Das Wasser des östlich vom Berg verlaufenden Schwarzen Bachs (Schwarzbach) erreicht bei Dillbrecht die Dill und mündet durch die Lahn in den Rhein.

## Verkehr und Wandern
Seit 1915 wird die Tiefenrother Höhe im Rudersdorfer Tunnel von der Dillstrecke (Eisenbahnstrecke Siegen–Gießen) unterquert. Das 2.652 m lange Bauwerk verläuft nordöstlich des Gipfels in Nordwest-Südost-Richtung. Über Gipfel und Tunnel führt der Rothaarsteig als einer von mehreren örtlichen Wanderwegen. Straßen sind lediglich zwischen den rund um die Erhebung gelegenen Ortschaften, wie Rudersdorf, Wilgersdorf und Dillbrecht vorhanden.

## Aussichtsmöglichkeiten
Am 1. Juni 2008 wurde auf dem gipfelnahen Nordwesthang der Tiefenrother Höhe auf Wilgersdorfer Seite die bereits seit Januar bestehende Aussichtsplattform Nase im Wind  eingeweiht. Sie liegt am Ende eines kurzen Stichwegs des Rothaarsteigs. Von diesem nur 1,5 m hohen Punkt fällt der Blick in den Naturraum Siegerland – zum Beispiel zum Kindelsberg (618,1 m) und in Richtung Siegen. Vor Ort befindet sich eine Infotafel mit Aufschrift Panoramablick Tiefenrother Höhe und Nennung einiger Lage- und Sichtziele.
Nicht von dort, aber von einer Stelle unweit eines nahe der Plattform liegenden Steinbruchs, kann bei guten Sichtbedingungen der knapp 69 km (Luftlinie) südsüdöstlich gelegene Große Feldberg im Taunus (881,5 m) als höchster erkennbarer Berg ausgemacht werden.